# Gargantas del Verdon
Las gargantas del Verdon o gran cañón del Verdon (en francés: Gorges du Verdon o Grand canyon du Verdon), ubicadas en el sureste de Francia (Alpes-de-Haute-Provence), es un profundo cañón del río Verdon, considerado uno de los cañones más hermosos en Europa. Tiene una longitud aproximada de 25 kilómetros y unos 700 metros de profundidad. El cañón fue excavado por el Verdon, llamado así por su asombroso color turquesa-verde, una característica distintiva de la ubicación. La parte más impresionante se encuentra entre las localidades de Castellane y Moustiers-Sainte-Marie, donde el río ha creado un barranco con una profundidad de 700 m a través de una masa de piedra caliza. Al final del cañón, el río Verdon fluye dentro del lago artificial Sainte-Croix-du-Verdon (en francés: lago de Sainte-Croix).
Debido a su cercanía con la Riviera Francesa, el cañón del Verdon es un lugar popular para los turistas, quienes pueden conducir en la orilla, rentar kayaks para viajar en el río, o practicar alpinismo. Las paredes de piedra caliza, con varios cientos de metros altura, atraen a muchos escaladores. Se considera un destino excepcional para el alpinismo. Cuenta con una variedad de 1500 rutas que integran grietas, pilares y muros que parecen interminables con una distancia de 20−400 m. La escalada se hace generalmente con técnica natural.

## Historia
Durante el Triásico, la región de Francia que corresponde a la Provenza desapareció y fue cubierta por el mar dejando gruesas capas formadas por depósitos de piedra caliza. Varios millones de años después, con la llegada del periodo Jurásico, la zona estaba cubierta por una pequeña capa caliente de mar, la cual permitió el crecimiento de varios corales. El periodo Cretácico vio el crecimiento de lo que hoy es la Baja Provenza (Basse Provence) y el mar buscando la ubicación de los Alpes, los cuales fueron formados durante la era terciaria. Como resultado de una gran escala de actividad geológica, muchos de los depósitos jurásico de piedra caliza se fracturaron formando relieves con valles y otras características kársticas. El origen de las gargantas del Verdon se localiza en esta era.
Durante el comienzo del periodo Cuaternario existió una glaciación a gran escala, que transformó pozos de agua y lagos en incontenibles ríos de hielo (glaciares), que cambiaron a un panorama abrasivo y estriado. Al final de esta actividad, continuó la erosión fluvial formando lo que hoy son las gargantas del Verdon. Otra parte de la formación de las gargantas fue descubierta durante la acumulación de coral y sedimentos de piedra caliza por un régimen de suministro de agua con un rango de 2000−3000 m³/s.

### Descubrimiento
Las gargantas del Verdon fueron descritas por primera vez en publicaciones entre 1782 y 1804 y en la segunda mitad del siglo XIX ya eran presentadas en las guías turísticas de Francia. De acuerdo con el libro de Graham Robb El Descubrimiento de Francia,  gargantas del Verdon no fueron conocidas fuera de Francia hasta 1906.

### Desarrollos recientes
En julio de 2010, el Consejo de Estado de Francia anuló la declaración del proyecto de uso público de la compañía Électricité de France, relacionada con la propuesta de una línea de eléctrica de 400 000 voltios que habría tenido que pasar a través de las gargantas del Verdon. Esta decisión tomó 23 años de esfuerzo de asociaciones públicas en defensa de la preservación de un lugar excepcional con intereses naturales, ya que una gran parte contiene protección de especies de animales y plantas.

## Geografía

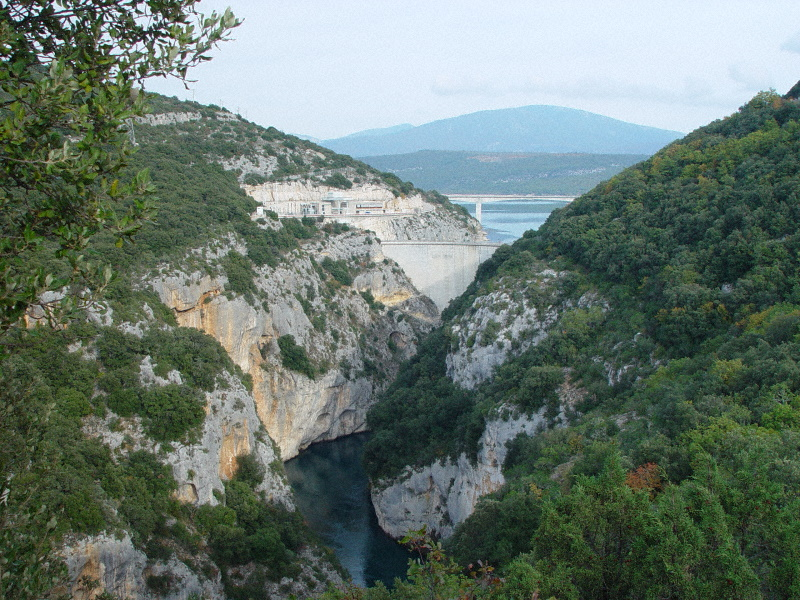
Presa de Sainte-Croix, vista desde el Low-Gorges de Baudinard

La fuente del Verdon está cerca de la Col d'Allos colina de la cordillera del Trois Eveches, en donde esta continua, y desemboca en el río Durance, río cercano al Vinon-sur-Verdon tras viajar unos 175 kilómetros. Entre Castellane y el puente del Galetas, el río pasa a través de la lago de Sainte-Croix, creado por un presa del mismo nombre. Antes de que se construyera la presa, el pueblo de Les Salles-sur-Verdon ocupaba la llanura del río. Para crear la presa y embalse, el gobierno obligó al pueblo a ser evacuado y se dinamitó y destruyeron la iglesia y otras estructuras, antes de las inundaciones de la zona en 1973. Las Salles-sur-Verdon fue reconstruido como un asentamiento más moderno más arriba del valle. Hoy, es el pueblo más joven de Francia.
A través de varios kilómetros de las gargantas del Verdon se forma la frontera entre los departamentos del Var sur y Alpes-de-Haute-Provence del norte en la región de Provence-Alpes-Côte d'Azur.
Esta región entre Castellan y el lago de Sainte-Croix es llamada las gargantas del Verdon, o garganta de Verdon. Se divide en tres partes bien diferenciadas:
- “Pregargantas” (‘pre-gorge’), de Castellane al puente de Soleils,
- La parte más profunda de la Quebrada, desde el puente de Soleils a L'Imbut, y
- el cañón del Imbut al puente de Galetas.

Las gargantas del Verdon son estrechas y profundas, con profundidades de 250−700 m y una anchura de 6−100 m en el nivel del río Verdon. Tienen de 200−1500 m de ancho de un lado de la Cañada a la otra en la parte alta del cañón.

## Embalses hidroeléctricos

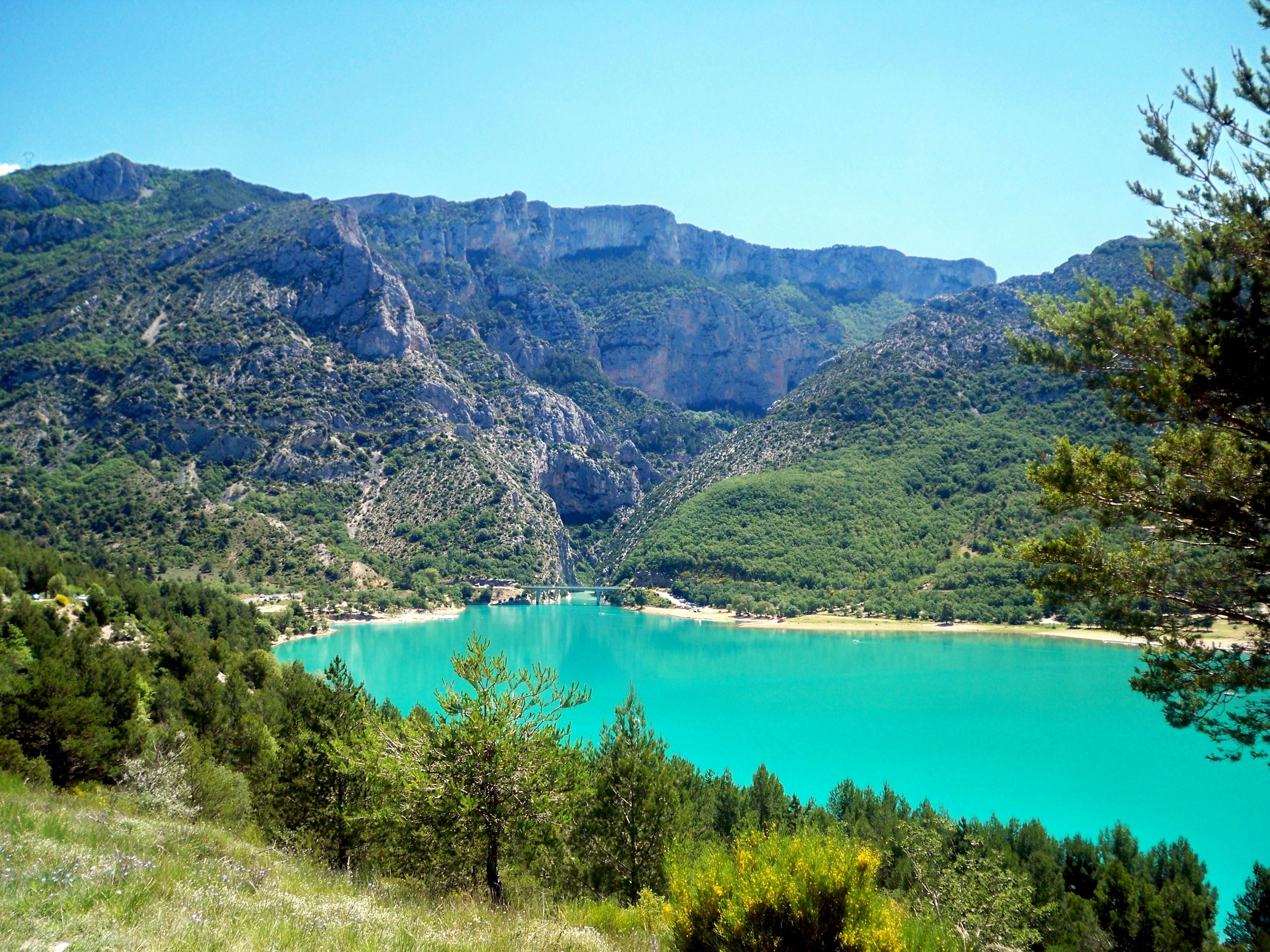
Vista del acceso hacia las gargantas del Verdon con el lago de Sainte-Croix en el fondo de paisaje.

### En conjunto
Entre 1929 y 1975, cinco represas fueron dirigidas en el curso del río Verdon, entre Castellane y Gréoux-les-Bains. Estas represas retiene agua en los siguientes embalses:
- Lago de Castillon, creado por la inundación del pueblo con el mismo nombre;
- Lago de Sainte-Croix, inundó el pueblo de Salles-sur-Verdon. Del cual destacaba el puente romano de Garuby o puente de Aiguines) y el "muelle del obispo en Bauduen. El lago cambia de color todos los días y es un atractivo turístico al igual que el embalse más grande de Francia;
- Lago d'Esparron-Gréoux, conocido localmente como "lago de Esparron". Es de color verde como el Verdon;
- Embalse en Chaudanne;
- Embalse en Quinson, en ocasiones llamado incorrectamente el "lago de Montpezat", el nombre de la aldea sobre el que se encuentra.

## Características notables

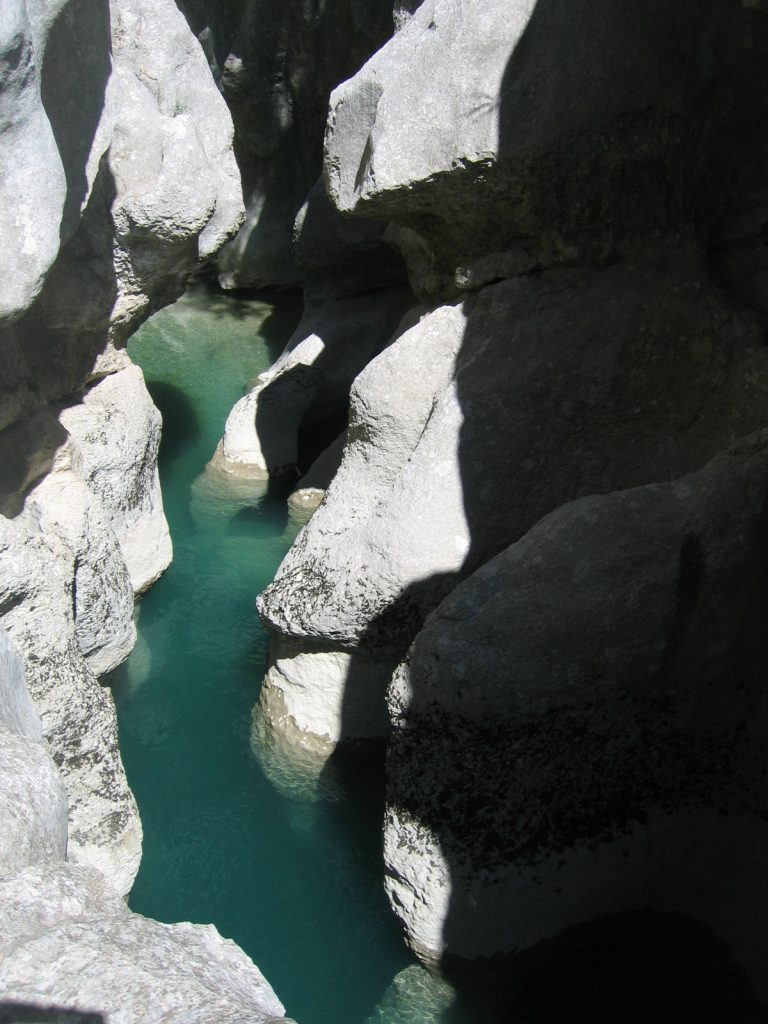
La Styx del Verdon

El Styx del Verdon se asocia o con la laguna Estigia de la mitología griega.
El Imbut también conocido como Embut o Embucq es un área donde el Verdon desaparece bajo tierra, bajo enormes estructuras de roca, antes de volver a emerger por encima de la tierra.

## Turismo
Las gargantas del Verdon son conocidas como uno de los más hermosos cañones de Europa, que atrae numerosos turistas, especialmente durante el verano. El color turquesa llamativo del río es asociado a los glaciales las fuentes y los minerales de polvo de roca en suspensión en el agua.
Es de fácil acceso: por la orilla derecha, desde el norte (ruta D952 desde Castellane a Moustiers-Sainte-Marie); y por su orilla izquierda, desde el sur (rutas D71, D90 y D955, desde Aiguines a Castellane).
La ruta norte ofrece la vista del col de Illore, las cumbres de Plein Voir, el Pavilllon (1624 m), la cima de Barbin (1560 m), el Mourre de Chanier (1930 m) y la laguna Sainte-Croix. La caminata del sendero del Imbut comienza en ese lado de la garganta. La ruta pasa por el túnel del Fayet donde, se hicieron aberturas para permitir la vista a los viajeros. El camino cruza el río de Arturby por el puente conocido como puente del Arturby o puente de Chaulière; poco después, en el relais de Balcon, el río Arturby desemboca en el Verdon. Esta área también es conocida como "Mescla", que significa mezcla en idioma provenzal.

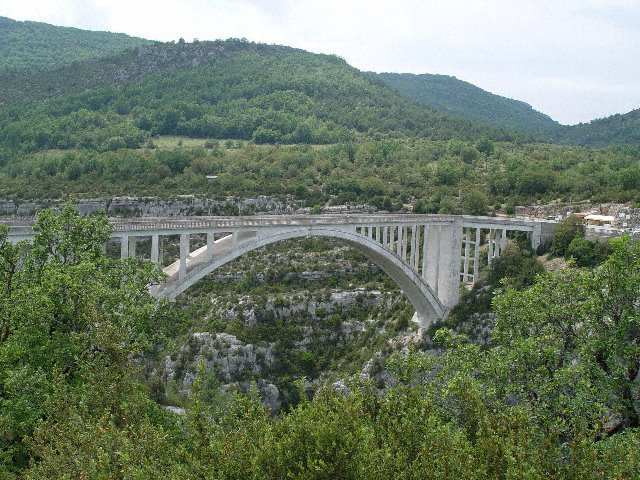
El puente de Chaulière sobre el río Artuby

La carretera D90 en la dirección del Trigance pasa a través de un puente que abarca el río Jabron, otro afluente del Verdon, y el puente des Soleis. Justo debajo de Rougon esta Couloir Samson (corredor de Sanson), la entrada al paisaje fluvial designada como "garganta". Desde allí se puede caminar a lo largo del Verdon y tomar el famoso "sendero Martel". La Palud-sur-Verdon, una villa con el museos y la oficina de turismo, está cerca; la "ruta de las Crêtes" sale de aquí. El sendero Martel también es accesible desde esa ruta, que comienza en el Club Alpino Francés o "châlet de La Maline." La ruta cubre más de 100 km de rutas no siempre fáciles.
A los pies de un pico montañoso en el que se encuentran las ruinas de un castillo medieval, se puede enconrar el pequeño pueblo de Rougon, y enfrente, el impresionante acantilado del Rocher du Duc (949 m.).

## Deportes
- las gargantas del Verdon atraen a muchos escaladores por sus más de 1500 rutas de escalada en piedra caliza.
- El Verdon y su "gargante" también es el destino preferido de muchos pescadores, particularmente para la pesca con mosca.
- Caminatas, canotaje, parapente, balsismo, barranquismo son algunos de los números deportes que se pueden practicar.

## Senderismo y caminatas
Las caminatas más famosas y hermosas de la garganta son:
- el sendero de Martel
- el sendero del Imbut
- el sendero del Bastidon
- Le belvédère de Rancoumas por el puente de Tusset (el mirador Rancoumas cerca del puente Tusset)

El más famoso de estos, el sendero de Martel, fue establecido en 1928 por el Touring Club de Francia. Fue nombrado así en 1930 en honor al explorador Édouard-Alfred Martel (1859-1938). Martel había visitado el Verdon en 1905 como empleado de la compañía de electricidad del sureste, encargado de la realización de estudios geológicos en el río. El 11 de agosto, él y su equipo (el explorador Arman Janet, el maestro Isidore Blanc, el geógrafo Cuvelier, Baptistin Flory, Fernand Honorat, Prosper Marcel y Tessier Zurcher) comenzaron la expedición de la región en botes y a pie (especialmente cuando los botes se hicieron inservibles). Descubrieron un estrecho corredor el cual fue llamado "Styx" por Marcel. Cuando arribaron al estrecho, Martel quería abandonar la expedición pero sus camaradas lo animaron a continuar. Cuando entraron al cañón descubrieron más pasajes y formaciones rocosas. La llegada triunfante en el Pas de Galetas marcó la finalización de la primera expedición del cañón de Verdon
Otras expediciones a las gargantas del Verdon incluyen la del equipo de Martel el año siguiente de Robert de Joly, quien en 1928 fue el primero en cruzar completamente las gargantas, pasando por el estrecho. Roger Verdegen realizó muchas expediciones a lo largo del Verdon en una embarcación hecha con pieles de animales y caucho natural convirtiéndose en una autoridad del río

### La ruta de caminata
Desde el chalet de la Maline hasta el punto de comienzo, pasando a través del camino Martel con una desviación vía la Mescla.
Actualmente el sendero Martel recorre 15 km a lo largo de la orilla derecha del río Verdon desde su entrada en el cañón (Punto de comienzo) hasta el Châlet de la Maline. Algunos excursionistas experimentados pueden hacer el viaje a pie en 12 a 13 horas; los demás, pueden hacer la caminata con una duración de 7-8 horas por el desvío a través de La Mescla.
Empezando en La Maline y yendo a través del Cañón, la ruta desciende en caminos que se juntan con el agua de Estellié ford. Algunos lugares de interás a lo largo de esta sección son: el torrente de Charençon, el Paso de Issabe, el Pré d'Issane (una pequeña playa de piedras junto a Verdon), el estrecho de los Caballeros (un camino estrecho entre acantilados), the Guèges scree, y la larga cueva de Baume-aux-Boefus.
Una desviación permite visitar la Mescla, donde el río Artuby  se junta con Verdon, y donde Abbot Pascal, uno de los pioneros de Verdon, se ahogó en 1928.
El camino principal hacia el punto de partida asciende rápidamente y llega Brèche Embert con 6 tramos de escaleras, en total 252 escalones (descendiendo). Posteriormente, la ruta sube de nuevo a lo largo de Verdon, primero muy por encima de las orillas de los ríos, después más cerca hasta llegar a la playa de piedras por el arroyo Baumes-Fères, cerca del acantilado de las Escalas.
La caminata continua a lo largo del embalse del río, pasando por las Torres de Trescaïre en la otra orilla: dos impresionantes pirámides monolíticas. Posteriormente se llega a 3 túneles: el túnel des Baumes, el túnel de Trescaïre, y el túnel del Baou, que fueron construidos originalmente para la realización de proyectos hidroeléctricos y fueron abandonados después de la Segunda Guerra Mundial. Los excursionistas que desean explorar estos necesitan linternas y ropa de abrigo. Los túneles varían en longitud desde 110 m hasta 670 m.
Al final del túnel Trescaïre hay una vista de la estrechez de la garganta, con las paredes de los acantilados de las Escalas a la izquierda y la cara de las rocas del Encastel a la derecha. En cierto punto a través del túnel del Baou hay una ventana a través de la roca excavada que permite el acceso a la Baume aux Pigeons, con una escalera metálica empinada que conduce al río y a sus formaciones rocosas. Después de este último túnel, la ruta pasa al lado del Verdon, una vez más, ahora sobre el Baou a un nuevo puente peatonal, que conduce de nuevo a los estacionamientos.

## Galería de imágenes

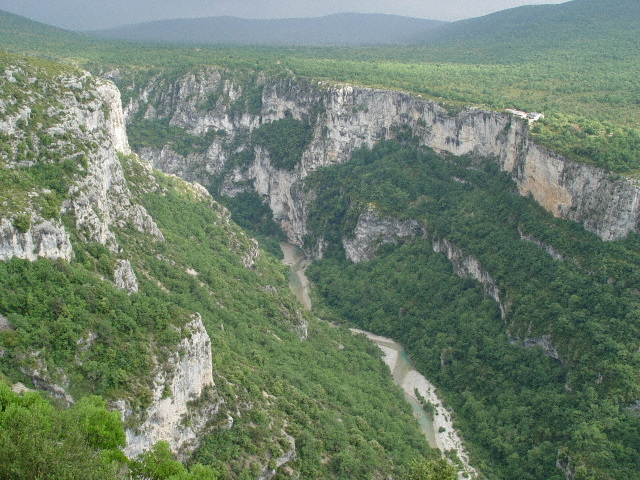
Le Martel, desde la salida a la Maline; opuesto al risco o acantilado de los Cavaliers; a continuación, el Verdon en el Pré (prado) d'Issane.
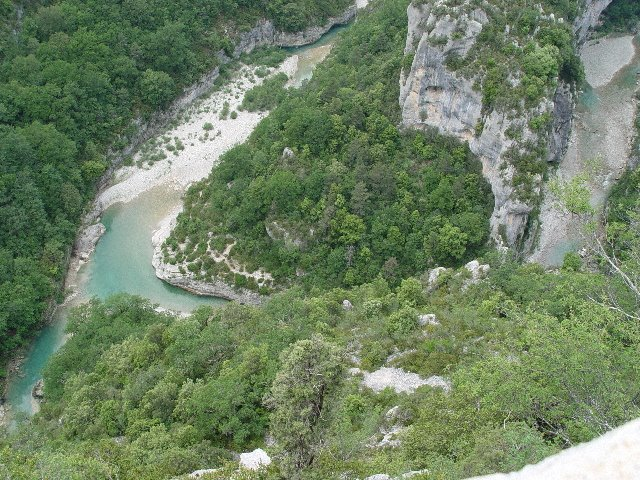
El río Artuby se mezcla con el Verdon, en el Mescla.
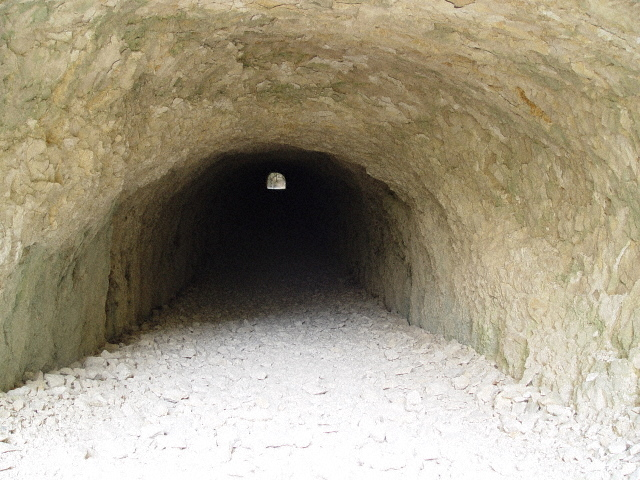
Entrada al túnel de Trescaïre.
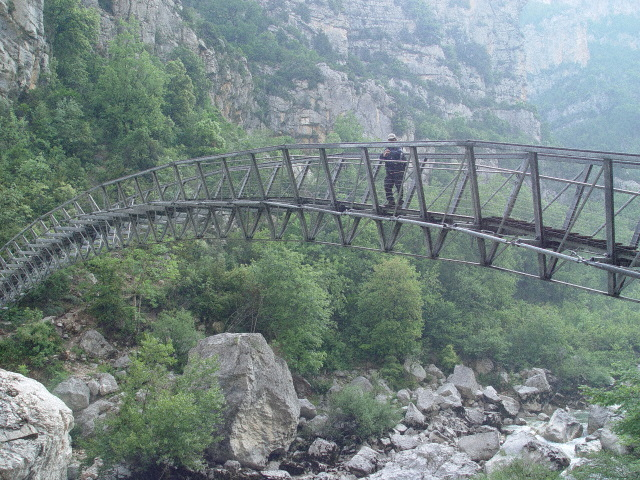
El nuevo puente peatonal en el Estellé.
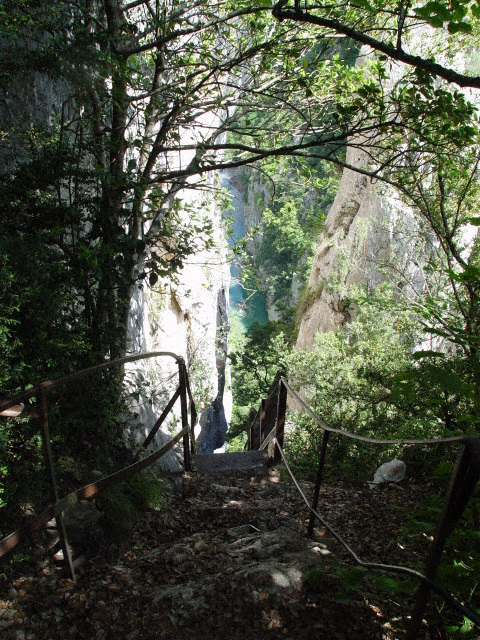
Las escaleras de Imbert: 6 tramos y 252 escalones.
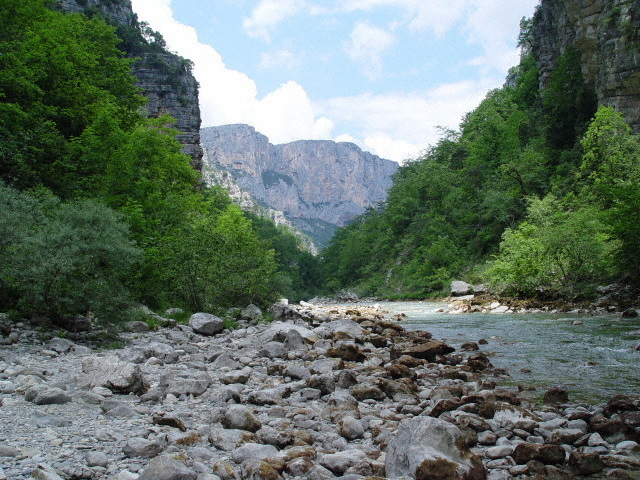
Playa de Baumes-Feres, a continuación, el acantilado de las Escalas
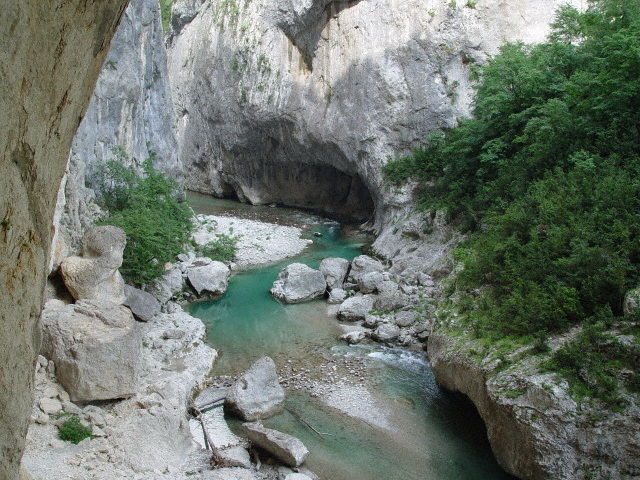
El Baume-aux-Pigeons (El Bálsamo, o en la forma dialectal local, o Prado o descanso de las Palomas).